# M'hamed Fakhir
 (février 2023).
M'hamed Fakhir est un footballeur marocain reconverti en entraîneur. Né le 19 octobre 1953 à Casablanca au Maroc. Fakhir est l’entraîneur national le plus titré au Maroc. Il fut aussi un ancien défenseur latéral du Raja Club Athletic avec lequel il joua pendant toute sa carrière.
M'hamed Fakhir effectue sa formation footballistique au Raja CA, avant de porter ses couleurs en professionnel de 1972 à 1982 où il remporte deux Coupes du trône en 1974 et 1977. Ensuite, il se fera connaître plus en tant qu'entraîneur où il sera surnommé le général pour sa rigueur,.
Devenu entraîneur, il prendra en charge les catégories du centre de formation puis la direction technique du Raja CA en 1990 avant d'être appelé pour entraîner l'équipe première avec laquelle il connaît de grands succès à quatre reprises en 1996, 2011, 2013 et 2017, et sera désigné, avec 4 titres, comme le deuxième entraîneur le plus titré de l'histoire du club. Puis il dirige successivement plusieurs clubs à l'image de la RS de Settat, l'Union de Sidi Kacem, le Hassania d'Agadir, l'AS FAR, le Moghreb de Tétouan, le MAS de Fès, l'Étoile sportive du Sahel (Tunisie) et le Chabab Mohammédia. 
Il remporte 5 titres de champions du Maroc (2002 et 2003 avec le Hassania d'Agadir, 2005 avec le club des FAR de Rabat, 2011 et 2013 avec le Raja) ce qui fait de lui l'entraîneur avec le plus de titres dans cette compétition.
Il entraîna également l'Équipe du Maroc en 2006 et en 2007, sans oublier l'Équipe du Maroc A' en 2016.

## Biographie

### Carrière de football

#### En tant que joueur
Né à l'ancienne Médina de Casablanca, sa famille déménage au quartier de Maarif où il passa son enfance, sa maison se trouvait juste à cent mètres du Stade Mohamed V. M'hamed fait ses premiers pas de footballeur dans les terrains vagues des quartiers avant de rejoindre le Raja Club Athletic. Et c'est le prospecteur mythique du Raja Abdelkader Jalal qui découvre son talent.
Fakhir intègre l'école du Raja, et fut encadré par plusieurs entraîneurs de jeunes à l'instar de l'espagnol Paco Fortes et maître Ghoulam...
Sélectionné avec l'Équipe du Maroc U17, Fakhir participe à un tournoi international organisé à Can, ses prestations étaient exceptionnelles et il fut choisi comme meilleur joueur dans cette édition.
Le jeune Fakhir a attiré l'attention mais les dirigeants du Raja refusent de lui permettre de quitter le club après une offre de l'OGC Nice.
Aussi il remporta le titre de meilleur joueur au tournoi du Maghreb arabe pour les moins de 18 ans. À cette époque, Fakhir évoluait au poste de milieu offensif avec les catégories du Raja où il a côtoyé les légendes Abdelmajid Dolmy et Abdellatif Beggar...
Après avoir été un milieu offensif dans toutes les catégories de jeunes, M'hamed monte à l'équipe première grâce à l'entraîneur hongrois Pàl Orozc, ce dernier entraînait l'équipe sénior puis il deviendra entraîneur de l'équipe A, ainsi il contribua à la promotion d'un grand nombre de jeunes joueurs dans l'équipe A. 
Son premier match officiel était contre le FUS de Rabat en 1972 au Stade du FUS, il entra comme remplaçant à la deuxième mi-temps, alors que son club était mené à 2-0, ce jour pluvieux, M'hamed occupa le poste d'arrière gauche pour la première fois, sa première action était un tacle réussi sur le joueur du FUS, Miloud Seghir, et finalement le Raja retourne au score et réalise une Remuntada en inscrivant 2 buts signés Mustapha Petchou.
Son deuxième match était face au KAC de Kénitra, il entre à la dixième minute de jeu à la suite de la blessure de l'arrière droit Diego, le match s'achève sur une victoire 1-0 du Raja.
À cette époque, M'hamed se trouva obliger de se transformer en arrière droit afin de garantir une place comme titulaire.
Il avait déclaré qu'il était un joueur indiscipliné et que cela a eu de mauvaises conséquences sur sa rapidité et ses performances physiques, donc Fakhir n'a pas pu gagner une place titulaire au poste de milieu offensif, donc il changea de position en allant vers la défense.
En tant que joueur, il a remporté la Coupe du Trône avec le Raja à deux reprises en 1974 et 1977.
M'hamed Fakhir commença sa carrière professionnelle à l'âge de 19 ans et l'acheva très tôt à 29 ans. Fakhir a été stoppé dans son ascension par une grave blessure.
Il est resté avec l'équipe première pendant 10 ans, sans changer de club tout au long de sa carrière.

#### En tant qu’entraîneur
Les crampons raccrochés, Fakhir passe de l'autre côté de la barrière et restera au Raja en tant qu’encadreur ou adjoint d’entraîneur de l’équipe première comme Mohamed Ammari en 1985-1986, et Guennadi Rogov en 1995-1996 puis Oscar Fulloné dans la saison 1998-1999.
Aussi, M’hammed Fakhir entraîna les diverses catégories du club comme l'équipe junior en 1988-1989 puis les seniors en 1993-1994, il prendra également en mains les destinées techniques des espoirs entre 1989 et 1992. Fakhir fut nommé par Abdellah Rhallam directeur technique du club de 1994 à 1999.
Sur le plan de la formation, Fakhir a suivi plusieurs stages, comme celui d’initiateur de football, organisé par la FRMF en 1987. Il est par ailleurs titulaire du diplôme d’entraîneur de football de 1er degré délivré par la FRMF en 1989. Il a également participé au stage de formation des entraîneurs de football de 2e degré à Clairefontaine en 1994. Titulaire du diplôme de football de 3e degré de Leipzig en Allemagne en 1994, Fakhir a été major de sa promotion en 2002 à Cologne où il a reçu le certificat d’entraîneur de football. En 2004, il a obtenu le Certificat d’entraîneur de football délivré par la CAF avant de prendre part au stage d’entraîneur de la FIFA à l’issue duquel il reçut un certificat de participation.
Avec le Raja, il remportera, en tant qu'entraîneur une Coupe du Trône. Après le Raja, Fakhir entraînera successivement l'Union de Sidi Kacem, la Renaissance de Settat avec laquelle il accédera à la finale de la Coupe du Trône avant d'entraîner le Hassania d'Agadir qui, sous sa direction, remportera deux titres successifs de champion du Maroc, les premiers de son histoire.
Aux FAR de Rabat, Fakhir culminera au faîte de sa carrière en s'adjugeant deux Coupes du Trône (2003 et 2004), un titre de champion en 2005 que les FAR attendaient depuis une décennie ainsi qu'une Coupe de la CAF.
Le 31 décembre 2005, M'hamed Fakhir a été désigné par la Fédération royale marocaine de football sélectionneur des équipes nationales A et Olympique en remplacement de Philippe Troussier, il réussit à qualifier son équipe à la Coupe d'Afrique des nations 2006. Mais il est finalement limogé en août 2007, cédant sa place au français Henri Michel.
En 2008, Fakhir signe six mois avec le club marocain Moghreb de Tétouan qu'il quitte en juin de la même année pour revenir entraîner le club des FAR de Rabat qui a cédé Mustapha Madih. Il signe un contrat de deux ans avec le club militaire.
En 2010, Fakhir signe un an avec le club tunisien de l'Étoile sportive du Sahel avant de rompre le contrat en octobre 2010 pour rejoindre son équipe mère le Raja de Casablanca à la place du français Henri Michel.
En juillet 2011, il quitte le Raja en pleine Ligue des champions de la CAF en laissant le club sans entraîneur, pour cause de mésentente avec le président.
Le 9 juin 2012, il redevient entraîneur des Verts avec qui il remporte le doublé du championnat et la coupe et qualifie l'équipe à la Coupe du monde des clubs de la FIFA 2013. Il en sera limogé le 29 novembre 2013 quelques jours avant cette compétition.
Le 2 mai 2014, il est nommé sélectionneur du Maroc A'.

## Carrière

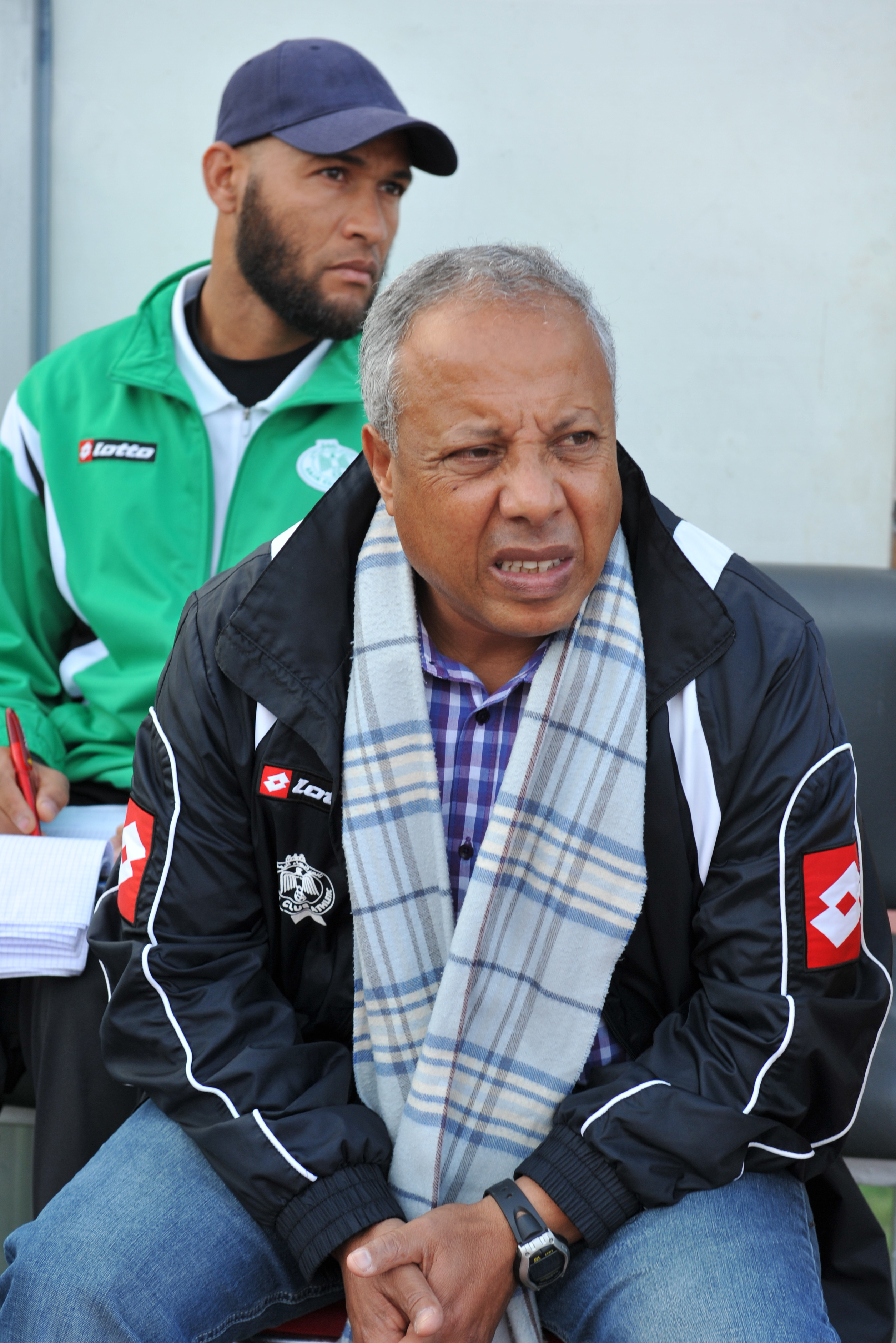
M'hamed Fakhir avec son adjoint Abdellatif Jrindou sur le banc du Raja CA en décembre 2010.

### Joueur
- 1972-1982 : Raja Club Athletic

### Entraîneur
- 1983-1995 :  Raja Club Athletic (jeunes et seniors)
- 1995-1999 :  Raja Club Athletic (Entraîneur adjoint)
- 1999-2000 :  Renaissance de Settat
- 2000-2001 :  Union de Sidi Kacem
- 2001-2003 :  Hassania d'Agadir
- 2004-déc. 2005 :  FAR de Rabat
- déc. 2005-juin 2006 :  Maroc
- juin 2006-jan. 2007 :  Moghreb de Tétouan
- jan. 2007-juil. 2007 :  Maroc
- déc. 2007-2008 :  Moghreb de Tétouan
- 2008-2009 :  FAR de Rabat
- 2009-sep. 2009 :  Maghreb de Fès
- déc. 2009-2010 :  Moghreb de Tétouan
- 2010- Octobre 2010 :  Étoile sportive du Sahel
- oct. 2010-2011 :  Raja Club Athletic
- 2012-2013 :  Raja Club Athletic
- 2014-2016 :  Maroc A'
- 2016-2017 :  Raja Club Athletic
- 2019-2020 :  Hassania d'Agadir
- 2021- :  Chabab Mohammédia

## Palmarès

### Joueur
- Avec le Raja Club Athletic :
  - Coupe du Trône : 1974 et 1977

### Entraîneur
- Avec la Renaissance de Settat :
  - Championnat du Maroc du GNF 2 : 1999
  - Coupe du trône : 
    - Finaliste : 2000

- Avec le Hassania d'Agadir :
  - Championnat du Maroc : 2002, 2003

- Avec les FAR de Rabat :
  - Championnat du Maroc : 2005
  - Coupe du trône : 2003, 2004, 2008
  - Coupe de la confédération : 2005

- Avec le Raja Club Athletic :
  - Championnat du Maroc : 2011, 2013
  - Coupe du trône : 1996, 2012
    - Finaliste : 2013

#### Distinctions
- Comme joueur :
  - Meilleur joueur au tournoi de Can en France.
  - Meilleur joueur au tournoi du Maghreb Arabe des moins de 18 ans en 1970

- Comme entraîneur :
  - Décoré deux fois par un Ouissam du roi Mohammed VI en juillet 2005, et en décembre 2013.
  - Meilleur entraîneur du Maroc de 2000 à 2005.
  - Deuxième meilleur entraîneur du continent africain en 2005.

## Matchs en tant que sélectionneur de l'équipe du Maroc de football A'
| #  | Date             | Lieu              | Match                  | Résultat | Compétition                     |
| -- | ---------------- | ----------------- | ---------------------- | -------- | ------------------------------- |
| 1  | 5 septembre 2014 | El Jadida, Maroc  | Maroc A' Tchad         | 3 - 0    | Match amical                    |
| 2  | 12 octobre 2014  | Casablanca, Maroc | Maroc A' Mauritanie    | 5 - 0    | Match amical                    |
| 3  | 14 novembre 2014 | Fès, Maroc        | Rwanda Maroc A'        | 0 - 0    | Match amical                    |
| 4  | 27 mars 2015     | Casablanca, Maroc | Maroc A' Congo         | 2 - 0    | Match amical                    |
| 5  | 30 mars 2015     | Casablanca, Maroc | Maroc A' Burkina Faso  | 1 - 2    | Match amical                    |
| 6  | 15 juin 2015     | Casablanca, Maroc | Maroc A' Tunisie       | 1 - 1    | Qualification pour le CHAN 2016 |
| 7  | 21 juin 2015     | Casablanca, Maroc | Maroc A' Libye         | 3 - 0    | Qualification pour le CHAN 2016 |
| 8  | 22 octobre 2015  | Tunis, Tunisie    | Libye Maroc A'         | 0 - 4    | Qualification pour le CHAN 2016 |
| 9  | 25 octobre 2015  | Tunis, Tunisie    | Tunisie Maroc A'       | 2 - 3    | Qualification pour le CHAN 2016 |
| 10 | 15 janvier 2016  | Kigali, Rwanda    | Maroc A' Gabon         | 0 - 0    | CHAN 2016                       |
| 11 | 20 janvier 2016  | Kigali, Rwanda    | Maroc A' Côte d'Ivoire | 0 - 1    | CHAN 2016                       |
| 12 | 24 janvier 2016  | Kigali, Rwanda    | Maroc A' Rwanda        | 4 - 1    | CHAN 2016                       |